# Tlamomulco
Tlamomulco är en ort i Mexiko.   Den ligger i kommunen Yecapixtla och delstaten Morelos, i den sydöstra delen av landet, 70 km söder om huvudstaden Mexico City. Tlamomulco ligger 1 485 meter över havet och antalet invånare är 417.
Terrängen runt Tlamomulco är kuperad åt nordost, men åt sydväst är den platt. Runt Tlamomulco är det tätbefolkat, med 613 invånare per kvadratkilometer. Närmaste större samhälle är Cuautla Morelos, 7,9 km söder om Tlamomulco. Omgivningarna runt Tlamomulco är en mosaik av jordbruksmark och naturlig växtlighet.